# BMC Software
Pour les articles homonymes, voir BMC.
BMC Software Corporation est une société américaine fondée en 1980 spécialisée dans les logiciels qui gèrent les services des infrastructures informatiques. Fondée à Houston, Texas, elle tient son nom des initiales de ses trois fondateurs, Scott Boulett, John Moores et Dan Cloer.

## Sites
BMC est une compagnie multinationale, présente en Amérique du Nord, Australie, Europe, et Asie, avec des bureaux partout dans le monde. Le siège est à Houston. et Austin au Texas, à San José en Californie, à Aix-en-Provence et à Sophia-Antipolis en France, en Israël.
En 2006, Thomas Properties Group Inc. rachète le site de BMC Software Inc pour 295 millions de dollars.

## Histoire

Ancien logo

## Produits
BMC Software édite des logiciels de gestion de services informatique, d'automatisation de centres de traitement de données, de gestion de performance, de gestion du cycle de vie de virtualisation et de gestion de cloud computing[réf. nécessaire].
BMC Software propose des produits dans différentes catégories[réf. nécessaire] :
- Gestion des Niveaux de service (SLA)
- Gestion des Services Informatiques (BMC Remedy, BMC ITSM, BMC Service Desk Express)
- Automatisation des Datacenters & de traitements informatiques BMC Control-M Workload Automation
- Gestion d'applications
- Bases de données de gestion de configuration (CMDB Atrium)
- Monitoring Réseau et serveur (BMC Patrol, BMC Performance Manager, BMC ProActiveNet Performance Management)